# Yolina brincki
Yolina brincki là một loài bọ cánh cứng trong họ Bọ nước. Loài này được Omer-Cooper miêu tả khoa học năm 1965.